# Okręg wyborczy Newcastle upon Tyne East and Wallsend
Okręg wyborczy Newcastle upon Tyne East and Wallsend powstał w 1997 r. i wysyła do brytyjskiej Izby Gmin jednego deputowanego. Komisja Rozgraniczenia dla Anglii zapowiedziała w 2005 r. likwidację tego okręgu w najbliższych wyborach parlamentarnych. Odtworzony zostanie dawny okręg wyborczy Newcastle upon Tyne East a Wallsend zostanie włączone do okręgu North Tyneside.

## Deputowani do brytyjskiej Izby Gmin z okręgu Newcastle upon Tyne East and Wallsend
- 1997– : Nick Brown, Partia Pracy